# پادشاهی تلمسان
پادشاهی تلمسان یا پادشاهی زیانیان تلمسان (عربی: الزیانیون) پادشاهی بربر در قسمت شمال غربی الجزایر کنونی بود. قلمرو آن از تلمسان تا وادی الشلف و الجزیره ادامه داشت و در بحبوبه خودش به سجلماسه و رودخانه مولویا در سمت غرب، توات در سمت جنوب و سومام در سمت شرق می‌رسید.
پادشاهی تلمسان بعد از فروپاشی خلافت موحدون در سال ۱۲۳۶ پایه‌گذاری شد و بعدها در سال ۱۵۵۴ تحت فرمانرواییامپراتوری عثمانی واقع گردید. پادشاهان سلسله زیانیان بر آن حکومت می‌کردند. پایتخت پادشاهی تلمسان در تلمسان معطوف بود که در مسیر مهم شرقی-غربی میان مراکش و افریقیه قرار داشت. این پادشاهی میان قلمروی مرینیان در سمت غرب، به مرکزیت فاس، و حفصیان در سمت شرق، به مرکزیت تونس واقع شده بود.
تلمسان مرکز مسیر تجاری شمال به جنوب از اوران در سواحل مدیترانه به سودان غربی بود. تحت عنوان یک مرکز تجاری پر رواج، همسایه‌های قدرتمندتر خود را جذب نمود. در زمان‌های گوناگون این پادشاهی از جانب مارینیدها از غرب،  از جانب حفصیان از شرق، و از جانب پادشاهی آرگون از شمال مورد جنگ و تسخیر واقع شد. در زمان‌های نظیر، آنان می‌توانستند از هرج و مرج در بین همسایه‌های خود استفاده نمایند: در زمان سلطنت ابوتشفین اول (ح. ۱۳۱۸–۱۳۳۷) زیانیان تونس را تسخیر کردند و در سال ۱۴۲۳، تحت فرمانروایی ابوملک، برای مدت اندکی فاس را تصرف نمودند. : 287 در جنوب قلمرو زیانیان شامل توات، تامنتیت و ناحیه درا بود که ازجانب عبدالله بن مسلم اززردلی، شیخ زیانیان مدیریت می‌شد.

## تاریخ

### به قدرت رسیدن (قرن سیزدهم)
بانو عبد الواد که به اسم یغموراسن بن زیان، پایه‌گذار دودمان، بانو زیان یا زیانیان نیز نام برده می‌شدند، پیشوایان اعضاییبربر بودند که زمان‌های بسیاری در مغرب مرکزی مقیم بودند. گرچه وقایع نگارهای معاصر بر این باور بودند که آنان نژاد عرب دارند، ولی بر اساس گزارش‌ها، وی به لهجه زناتی سخن می‌گفت و تبار را که تبارشناس‌ها به او پیوند داده بودند امتناع می‌کرد.  شهر تلمسان، که از جانب رومی‌ها پوماریا نام برده می‌شود، نزدیک ۸۰۶ متر بالاتر از سطح دریا در کشوری پربار و پرآب واقع گردیده. 
تلمسان مرکز پراهمیتی تحت دودمان مرابطون و جانشین‌های آن خلافت موحدون بود که در سال ۱۱۶۱ دیوار نوینی را در دور شهر شروع کردند 
یغمراسن بن زیان (۱۲۳۵–۱۲۳۵) از بنی عبد الواد حاکم تلمسان در دوره آل موحد بود. وی پیشوایی خانواده را از برادرش در سال ۱۲۳۵ به میراث برد.  زمانیکه امپراتوری موحدون شروع به فروپاشی نمود، در سال ۱۲۳۵، یغموراسن استقلال خودش را اعلام نمود. شهر تلمسان پایتخت یکی از ۳ ایالت جایگزین شد که برای قرن‌ها از جانب پادشاهان متوالی زیانی مدیریت می‌شد. پرچم آن یک هلال سفید بود که بر روی یک میدان آبی به سمت بالا اشاره می‌نمود.  این سلطنت ناحیه ای کمتر پربار اطلس تلی را پوشش می‌داد. مردم آن شامل پخش کمی از کشاورزها و روستایی‌های مستقر و اکثریت گله داران عشایری بودند. 
یاغموراسن توانست کنترل اعضاهای مدعی بربر را حفظ نماید و زمانیکه با تهدید بیرونی دودمان مرینیان روبرو شد، با امیر گرانادا و سلطان کاستیل، آلفونسو دهم، متحد گردید.  به گفته ابن خلدون، او جسورترین، ترسناک‌ترین و عفیف‌ترین مرد تیره عبد آلودید بود. هیچ‌کس به فواید مردم خود توجه ننمود، اعتبار پادشاهی را حفظ نمود و اداره دولتی را مطلوب تر از او مدیریت ننمود.»  در سال ۱۲۴۸ او خلیفه المحد را در نبرد اوجده مغلوب کرد که طی آن خلیفه الموحد به قتل رسید. در سال ۱۲۶۴ او موفق شد سیجیلماسا را فتح نماید، پس سیجیلماسا و تلمسان، ۲ مرکز اصلی تجارت میان صحرا را تحت یک مجتهد قرار داد. سیجیلماسا ۱۱ سال تحت کنترل او باقی ماند. او پیش از فوتش به پسر و جانشینش عثمان دستور داد که در حالت دفاعی با پادشاهی مرینیان باقی بماند، ولی در صورت امکان به قلمرو حفصیان توسعه پیدا کند. 

### قرن چهاردهم
این سلطنت در اکثر تاریخ خود در حالت دفاعی قرار داشت و از جانب حکومت‌های مستحکم تر درسمت شرق و سمت غرب تهدید می‌گردید. عرب‌های کوچ نشین جنوب نیز از دوره‌های پشت سر هم ضعف برای تهاجم به مرکز و کنترل علفزارهای جنوب استفاده نمودند.
شهر تلمسان چندین سری از جانب مرینیان مورد تهاجم یا محاصره واقع شد و قسمت‌های گسترده‌ای از سلطنت برای چندین دهه در قرن چهاردهم از جانب آنان تصرف شد. 

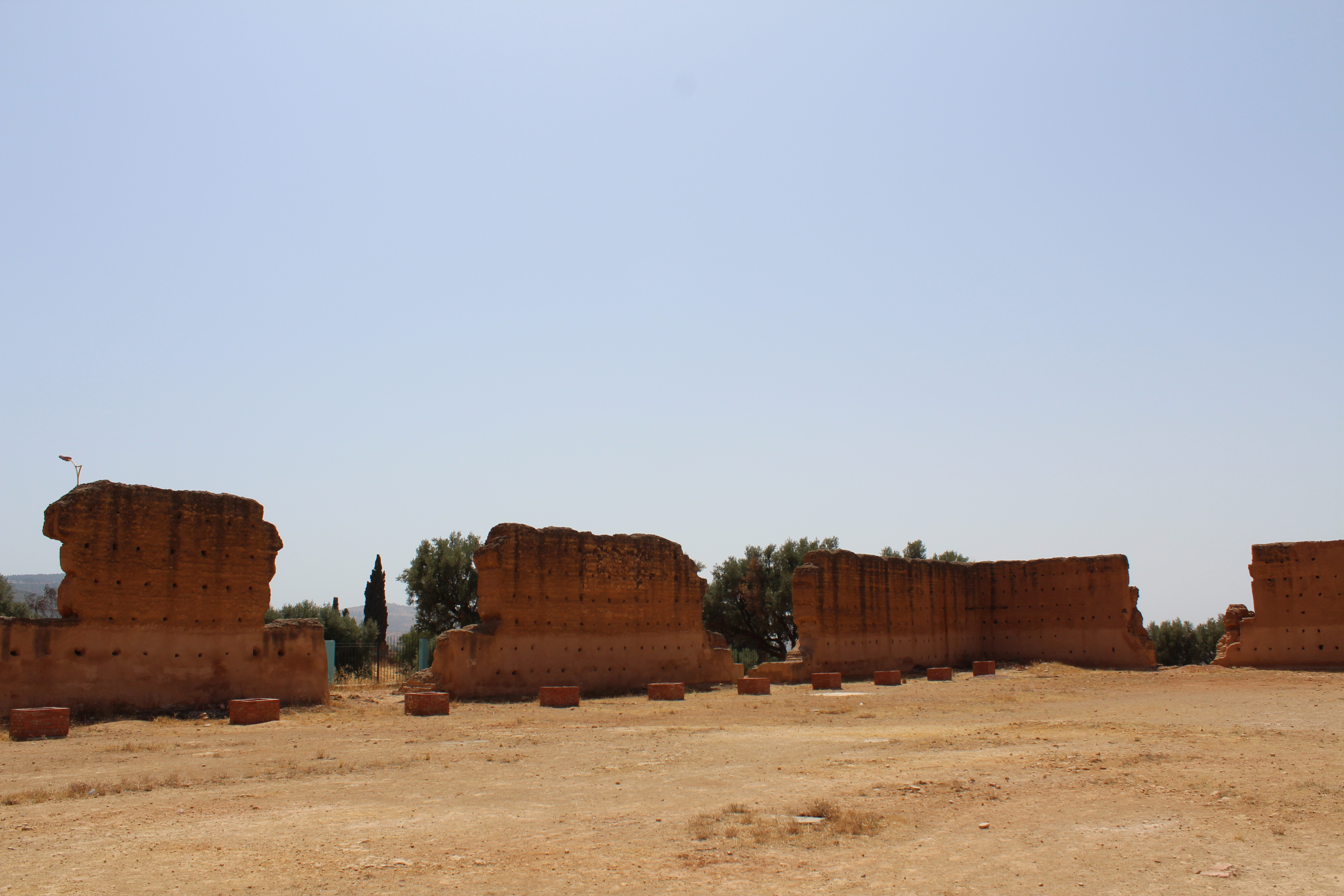
خرابه‌های مسجد منصوره که از جانب مارینیدها در سال ۱۳۰۳ در جریان محاصره تلمسان شروع شد.

ابویعقوب یوسف النصر مارینی از سال ۱۲۹۹ تا ۱۳۰۷ تلمسان را تصرف کرد. در زمان تصرف، شهرک نوینی به اسم المنصوره آماده کرد و اکثر تجارت را به این شهر منحط نمود.  شهر نوین استوار بود و این شهر دارای مسجد، حمام و قصر بود. تصرف نمودن زمانی شدت گرفت که ابویعقوب در خواب از جانب یکی از خواجه‌هایش کشته شد. 
زمانیکه مارینیان در سال ۱۳۰۷ آن مکان را ترک نمودند، زیانیان خیلی سریع المنصوره را نابود کردند.  سلطان زیانیان ابو زیان اول در سال ۱۳۰۸ فوت کرد و ابوهامو اول (ح. ۱۳۰۸–۱۳۱۸) جانشین او شد. ابوهامو بعدها در دسیسه ای به تحریک پسر و جانش ابوتاشوفین اول (ح. ۱۳۱۸–۱۳۳۷) به قتل رسید. سلطنت ابوهامو اول و ابوتاشوفین اول دومین اوج زیانیان را رقم زد، دوره ای که طی آن هژمونی خودش را در مغرب مرکزی تحکیم نمودند. تلمسان تجارت خودش را احیا نمود و جمعیت آن زیاد شد و در نزدیک دهه ۱۳۳۰ به رقم ۱۰۰٬۰۰۰ نفر دست پیدا نمود.  ابو تاشوفین خصومت‌ها را علیه افریقیه آغاز کرد در حالی که مارینیدها از مبارزات داخلی خود پریشان شدند. او بجایه را تصرف کرد و لشکری را به تونس ارسال نمود که سلطان حفصیان ابو یحیی ابوبکر دوم را مغلوب نمود که در حالی که زیانیان تونس را در سال ۱۳۲۵ اشغال نمودند به قسنطیه پا به فرار گذاشت. 
پادشاه مارینی ابوالحسن علی ین عثمان (ح. ۱۳۳۱–۱۳۴۸) با ازدواج با شاهزاده حفصی، اتحاد خودش را با حفصیان مستحکم نمود. حفصیان که بار دیگر مورد تهاجم زیانیان قرار گرفتند، از ابوالحسن درخواست کمک خواستند و بهانه ای برای تهاجم به همسایه اش فراهم ساختند.  پادشاه مارینی تصرف تلمسان را در سال ۱۳۳۵ شروع کرد و شهر در سال ۱۳۳۷ سقوط کرد  ابو تاشوفین در روند جنگ فوت کرد.  ابوالحسن نماینده‌هایی از مصر، غرناطه، تونس و مالی را قبول کرد که پیروزی او را به او تبریک گفتند، چون او کنترل کامل تجارت فراصحرا را در کسب کرده بود.  در سال ۱۳۴۶ پادشاه حفصیان، ابوبکر، فوت کرد و اختلاف بر سر جانشینی اثر گرفت. در سال ۱۳۴۷ ابوالحسن افریقیه را الحاق خودش کرد و برای مدت اندکی سرزمین‌های مغرب را به همان صورتی که تحت فرمانروایی الموحد بود متحد نمود. 

### سقوط (اواخر قرن چهاردهم و پانزدهم)

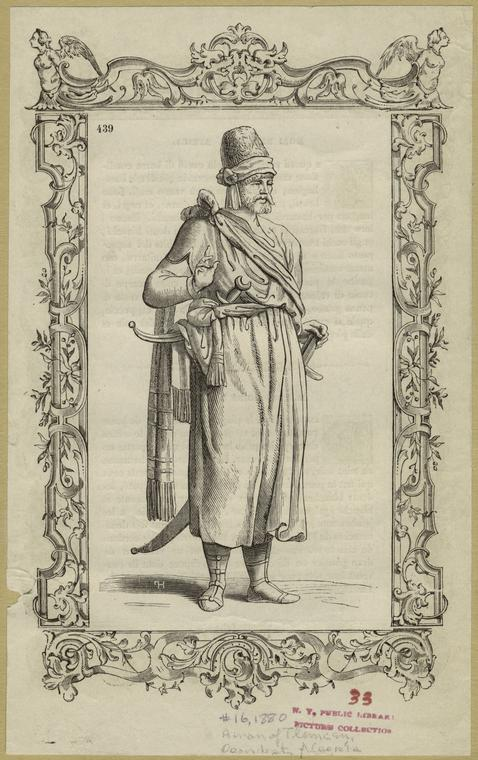
مردی از تلمسان

در روزهای پایانی قرن چهاردهم و قرن پانزدهم، حکومت به شکل در حال افزایشی فرسوده بود و به شکل پی درپی مطیع حفصیان افریقیه، مراکش مارینید یا تاج آراگون شد.  در سال ۱۳۸۶ ابوهامو پایتخت خودش را به الجزیره انتقال داد که به نظرش کمتر صدمه می‌دید، ولی ۱ سال بعد پسر او بنام ابوتاشوفین او را واژگون کرد و او را زندانی خودش کرد. ابوهامو با کشتی به سمت اسکندریه ارسال گردید ولی در طول راه وقتی کشتی در تونس ایستاد او پا به فرار گذاشت. در سال ۱۳۸۸ تلمسان را دوباره تصرف نمود و پسرش را وادار به فرار نمود. ابو تاشوفین به فاس پناه آورد و از مارینیان کمک گرفت و آنان لشکری را برای تصرف تلمسان ارسال کردند و دوباره او را بر تخت پادشاهی نشاندند. در نتیجه، ابو تاشوفین و جانشین‌هایش فرمانروایی مرینیان را به رسمیت شناختند و سالانه خراجی به آنان پرداخت می‌نمودند.
در زمان پادشاهی پادشاه مارینی عثمان سوم مراکش، زیانیان در چندین نوبت دست به قیام زدند و عثمان وادار شد برای بار دیگر قدرت خودش را تأیید نماید: ۳۳–۳۹ بعد از فوت کردن عثمان در سال ۱۴۲۰، مارینیدها در نابسامانی سیاسی فرورفتند. امیر زیانیان، ابوملک، از این فرصت استفاده نمود و سلطه مارینیان را کنار گذاشت و در سال ۱۴۲۳ فاس را تسخیر کرد. ابوملک محمد، شاهزاده مارینی را تحت عنوان دلقک زیانیان در فاس منتخب نمود. :۴۷–۴۹ وطاسیان، خانواده‌ای منسوب به مارینی‌ها، از سلا به حکومت خود ادامه دادند و در آن مکان عبدالحق دوم را تحت عنوان جانشین تاج و تخت مارینی معرفی نمودند و ابوزکریا الوطاسی را تحت عنوان نایب السلطنه معرفی کردند. پادشاه حفصی، عبدالعزیز دوم، با ارسال لشکرکشی به غرب، نصب پادشاه موکل زایانی خود (ابو عبدالله دوم) در تلمسان و تعقیب ابوملک تا فاس، به افزایش نفوذ ابوملک واکنش نشان داد. دلقک مارینی ابوملک، محمد، عزل گردید و وطاسیان به همراه عبدالحق دوم به فاس برگشتند و به حاکمیت حفصیان اعتراف نمودند. زیانیان تا انتهای قرن پانزدهم، هنگامی که انبساط اسپانیا در راستای ساحل، حکومت هر دو دودمان را ناتوان کرد، دست نشانده‌های حفصیان برجای ماندند.

## اقتصاد
شهر تلمسان، طاهرت (تیارت) را به عنوان مرکز تجاری مهم در مغرب مرکزی که در راه غرب به شرق میان مراکش و ایفرقیه قرار داشت، جابجا نمود.